# Pale Waves
Pale Waves es una banda británica de indie rock de Manchester, formada en 2014. Se fundó originalmente como Creek cuando la cantante y guitarrista Heather Baron-Gracie conoció a la baterista Ciara Doran mientras asistía a la universidad en Manchester. A la banda se unieron el guitarrista Hugo Silvani y el bajista Charlie Wood, completando la formación.
Después de firmar un contrato discográfico con Dirty Hit en 2017, Pale Waves lanzó su primer sencillo "There a Honey", seguido de "Television Romance". En 2018, la banda ocupó el quinto lugar en la encuesta de BBC Sound of 2018 y ganó el Under the Radar en los premios NME Awards. El EP debut de Pale Waves, All the Things I Never Said, fue lanzado en febrero de 2018, seguido por su primer álbum de estudio My Mind Makes Noises el 14 de septiembre de 2018. El segundo álbum de la banda, Who Am I? fue lanzado el 12 de febrero de 2021 y alcanzó el puesto número tres en la lista de álbumes del Reino Unido; el récord también alcanzó el número uno en la lista de álbumes independientes del Reino Unido.

## Historia

### Formación y primeros años (2014-2017)
Originalmente llamado Creek, Pale Waves se formó en 2014 cuando la baterista Ciara Doran conoció a Heather Baron-Gracie mientras asistía a BIMM Manchester. Los dos reclutaron al segundo guitarrista Ben Bateman y al bajista Ryan Marsden para completar la formación, pero se separaron de la banda poco después, con el actual bajista Charlie Wood y el segundo guitarrista Hugo Silvani reemplazándolos. La banda grabó los primeros demos con el equipo de producción Sugar House que se lanzaron en 2015, llamando la atención del sello discográfico independiente Dirty Hit, con el que firmaron en 2017.
El primer sencillo de la banda bajo Dirty Hit, "There a Honey", fue lanzado el 21 de abril de 2017 con gran éxito. El 1 de junio de 2017, la banda tocó en un show con entradas agotadas en el Madison Square Garden apoyando a The 1975 en su gira por América del Norte. El segundo sencillo de la banda, "Television Romance", fue lanzado el 16 de agosto de 2017, con su video musical dirigido por el cantante principal de 1975, Matty Healy. Más tarde, Healy apareció en la portada de NME con Baron-Gracie para la edición del 20 de octubre de 2017 de la revista. Pale Waves se embarcó en su primera gira como cabezas de cartel en Norteamérica en noviembre y diciembre de 2017, tocando en 21 shows durante cuatro semanas.
La banda encabezó la lista de finalistas de la clase de 2018 de la revista DIY para su edición de diciembre/enero. El 7 de noviembre de 2017, la banda lanzó el sencillo "New Year's Eve", seguido de "My Obsession" el 13 de diciembre de 2017.

### All the Things I Never SaidyMy Mind Makes Noises(2018-2019)
Baron-Gracie anunció el 4 de enero de 2018 a través de Twitter que la banda había comenzado a grabar su álbum debut. El 8 de enero, se anunció que la banda había quedado en quinto lugar en la encuesta de BBC Sound of 2018. En declaraciones a la BBC, Baron-Gracie habló sobre cómo se está perfilando el álbum debut de la banda y su tono más oscuro: "Las canciones que tenemos ahora están muy influenciadas por el romance. En el álbum hablo de muchos de mis temas más oscuros. hablar de muchas cosas que pasan en mi mente más que en mi corazón". "The Tide", la primera canción escrita por la banda, fue lanzada el 1 de febrero de 2018 como el tercer sencillo del EP, All the Things I Never Said.
Pale Waves ganó el premio NME Under the Radar Award en los NME Awards 2018 e interpretó "There's a Honey" en la ceremonia en la O2 Academy Brixton de Londres el 14 de febrero de 2018. La banda también recibió una nominación al Mejor video por "Television Romance", pero perdió ante The Big Moon.
El debut del EP de la banda, All the Things I Never Said, se lanzó digitalmente el 20 de febrero de 2018, seguido de un lanzamiento en vinilo de 12 pulgadas el 16 de marzo de 2018. El 6 de abril de 2018, se anunció que la banda había firmado con Interscope Records en una empresa conjunta con Dirty Hit para lanzar música en los Estados Unidos. El tercer sencillo del álbum debut de la banda "Kiss" después de "There a Honey" y "Television Romance" fue lanzado el 15 de mayo de 2018. "Noises" fue lanzado como el cuarto sencillo el 28 de junio de 2018.
En una entrevista con la revista NME a principios de septiembre de 2018, la banda reveló que están trabajando en un nuevo EP después del álbum debut. Baron-Gracie habló sobre cómo el nuevo EP se inclinará hacia el "pop punk y el rock'n'roll" y tocará temas como la política, la aceptación y la sexualidad. El álbum debut de la banda, My Mind Makes Noises, fue lanzado el 14 de septiembre de 2018 y alcanzó el número ocho en la lista de álbumes del Reino Unido.

### Who Am I?(2019-presente)
Hablando con NME mientras estaba en el Big Weekend de Radio 1 en mayo de 2019, Baron-Gracie actualizó sobre el progreso del EP, diciendo que la banda "[tenía] tantas canciones" y que reducirían la cantidad a "cinco o seis pistas" con el resto que "probablemente irá en el álbum". Sin embargo, en septiembre de 2019, la banda informó que ya no harán un EP, sino que "se sumergirán profundamente en el segundo álbum". El 17 de octubre de 2019, la banda ganó el Q Best Breakthrough Act en los Q Awards 2019.
En enero de 2020, Pale Waves lanzó la canción "SkinDeepSkyHighHeartWide" en colaboración con Lawrence Rothman para la banda sonora oficial de la película The Turning. La banda estuvo involucrada en un accidente de tráfico en marzo de 2020 cuando se dirigían a apoyar a Halsey en Berlín. El autobús turístico del grupo se salió de la carretera y los dejó atrapados en el autobús. Se sufrieron heridas leves en el accidente y el autobús turístico se quemó. Ciara Doran en Instagram describió el incidente: "Honestamente pensamos que íbamos a morir. Las heridas sanarán, pero esto se quedará conmigo y con todos los involucrados para siempre".
El segundo álbum de la banda, Who Am I? se anunció el 10 de noviembre de 2020 junto con su sencillo principal "Change", que fue nombrado como el Hottest Record in the World de Annie Mac. Con Baron-Gracie y Doran como miembros de la comunidad LQBTQ+, ambos buscaron que el álbum reflejara eso, con Baron-Gracie declarando en una entrevista con DIY que ella quería ser "una voz para las personas LGBTQ+". El álbum fue grabado parcialmente en Los Ángeles con Rich Costey, aunque las restricciones de COVID-19 obligaron a la banda a regresar al Reino Unido y terminar el resto del álbum de forma remota. De hacer un álbum durante la pandemia, Baron-Gracie confesó que "para mí, la música y el arte son para que la gente no se sienta tan sola y aislada. Quiero ser esa persona a la que mis fans admiran y en la que encuentran consuelo". Who Am I? fue lanzado el 12 de febrero de 2021 y alcanzó el número 3 en la lista de álbumes del Reino Unido.

## Estilo musical
Pale Waves se ha descrito como indie pop, indie rock, synth-pop, dream pop, pop punk y rock alternativo. La banda ha citado a artistas como The Blue Nile, Prince, The Cranberries, Cocteau Twins, The 1975, Alanis Morissette y Avril Lavigne como sus influencias. Baron-Gracie ha declarado: "Me encantan muchos artistas de los años 80 como Prince y Madonna. 'Purple Rain' es una de mis canciones favoritas de todos los tiempos. Pero me encanta The Cure. Me encantan las canciones que te dan melodías que puedes canta en cualquier momento, pero dentro de esas melodías, hay cosas que te rompen el corazón". En una entrevista con The Irish Times, Baron-Gracie citó a Dolores O'Riordan como su principal influencia vocal y dijo: "Me encantan The Cranberries. Fueron increíbles. Definitivamente admiré a Dolores O'Riordan. Ella tiene uno de mis favoritos voces de todos los tiempos. Ella mostraba esa actitud-era totalmente ella misma. Me encantaba su sentido de la moda, era una persona genial".

## Miembros
| Miembros actuales - Heather Baron-Gracie – voces y teclado (2014-presente) - Hugo Silvani – guitarra principal (2015-presente) - Charlie Wood – bajo (2015-presente) - Ciara Doran – batería, percusión (2014-presente) | Miembros anteriores - Ben Bateman – guitarra principal (2014-2015) - Ryan Marsden – bajo (2014-2015) |

Línea del tiempo

## Discografía

### Álbumes de estudio
| Título               | Detalles del álbum | Posiciones | Posiciones | Posiciones | Posiciones | Posiciones | Posiciones | Posiciones | Posiciones | Ventas                                        |
| Título               | Detalles del álbum | UK         | UK Indie   | IRE        | JPN        | JPN Hot    | SCO        | US Heat    | US Sales   | Ventas                                        |
| -------------------- | --- | ---------- | ---------- | ---------- | ---------- | ---------- | ---------- | ---------- | ---------- | --------------------------------------------- |
| My Mind Makes Noises | - Publicación: 14 de septiembre de 2018 - Discográfica: Dirty Hit - Formatos: CD, LP, cassette, descarga digital, streaming | 8          | 1          | 61         | 52         | 63         | 8          | 1          | 39         | - Reindo Unido: 7,110 - Estados Unidos: 3,000 |
| Who Am I?            | - Publicado: 12 de febrero de 2021 - Discográfica: Dirty Hit - Formatos: CD, LP, cassette, descarga digital, streaming      | 3          | 1          | 86         | 142        | 88         | 2          | —          | —          |                                               |
| Unwanted             | - Publicado: 12 de agosto de 2022 - Discográfica: Dirty Hit - Formatos: CD, LP, cassette, descarga digital, streaming       | —          | —          | —          | —          | —          | —          | —          | —          |                                               |
| Smitten              | - Publicado: 27 de septiembre de 2024 - Discográfica: Dirty Hit - Formatos: CD, LP, cassette, descarga digital, streaming   | —          | —          | —          | —          | —          | —          | —          | —          |                                               |

### EPs
| Título                      | Detalles del EP | Posiciones | Posiciones |
| Título                      | Detalles del EP | UK Phys    | UK Vinyl   |
| --------------------------- | --- | ---------- | ---------- |
| All the Things I Never Said | - Publicación: 20 de febrero de 2018; 16 de marzo de 2018 (12-inch) - Discográfica: Dirty Hit - Formatos: Descarga digital, 12-inch vinyl | 1          | 1          |

### Sencillos
| "Television Romance" / "There's a Honey"                          | 2017 | 2 | 2 | — | — | —  | 83 | My Mind Makes Noises        |
| "New Year's Eve"                                                  | 2017 | — | — | — | — | —  | 33 | All the Things I Never Said |
| "My Obsession"                                                    | 2017 | — | — | — | — | —  | —  | All the Things I Never Said |
| "The Tide"                                                        | 2018 | — | — | — | — | —  | —  | All the Things I Never Said |
| "Kiss"                                                            | 2018 | — | — | — | — | —  | —  | My Mind Makes Noises        |
| "Noises"                                                          | 2018 | — | — | — | — | —  | —  | My Mind Makes Noises        |
| "Eighteen"                                                        | 2018 | — | — | — | — | 55 | —  | My Mind Makes Noises        |
| "Black"                                                           | 2018 | — | — | — | — | —  | —  | My Mind Makes Noises        |
| "One More Time"                                                   | 2018 | — | — | — | — | —  | —  | My Mind Makes Noises        |
| "Change"                                                          | 2020 | — | — | — | — | —  | —  | Who Am I?                   |
| "She's My Religion"                                               | 2020 | — | — | — | — | —  | —  | Who Am I?                   |
| "Easy"                                                            | 2021 | — | — | — | — | —  | —  | Who Am I?                   |
| "You Don't Own Me"                                                | 2021 | — | — | — | — | —  | —  | Who Am I?                   |
| "Fall to Pieces"                                                  | 2021 | — | — | — | — | —  | —  | Who Am I?                   |
| "—" significa que no entró en lista o no fue lanzado en ese país. |      |   |   |   |   |    |    |                             |

### Videos musicales
| Título               | Año  | Director                          |
| -------------------- | ---- | --------------------------------- |
| "There's a Honey"    | 2017 | Silent Tapes                      |
| "Television Romance" | 2017 | Matty Healy                       |
| "New Year's Eve"     | 2017 | Stephen Agnew                     |
| "My Obsession"       | 2017 | Stephen Agnew                     |
| "The Tide"           | 2018 | Andy Deluca                       |
| "Heavenly"           | 2018 | Adam Powell                       |
| "Kiss"               | 2018 |                                   |
| "Noises"             | 2018 | Gareth Phillips                   |
| "Eighteen"           | 2018 | Adam Powell                       |
| "One More Time"      | 2018 | Sophia + Robert                   |
| "Change"             | 2020 | Johnny Goddard                    |
| "She's My Religion"  | 2020 | Jess Kohl                         |
| "Easy"               | 2021 | James Slater                      |
| "You Don't Own Me"   | 2021 | Heather Baron-Gracie & Kelsi Luck |